# Gisela Breitling
Gisela Breitling (geboren 27. Mai 1939 in Berlin; gestorben 12. März 2018 ebenda) war eine deutsche Malerin des Realismus und Autorin. Zusammen mit Evelyn Kuwertz gründete sie das Berliner Verborgene Museum. Neben der Malerei setzte sie sich seit den 1960er Jahren für die Anerkennung von Frauen in der Kunst ein. Sie war außerdem in Forschung und Lehre tätig. Zu ihrem Gesamtwerk gehören neben der Malerei auch Bücher, Fachaufsätze, Vorlesungen, Vorträge in internationalen Einrichtungen und die Erstellung und Organisation von Ausstellungen und deren Konzeptionen.

## Leben
Breitling studierte von 1960 bis 1962 an der Textilingenieurschule Krefeld, heute Hochschule Niederrhein bei Elisabeth Kadow, einer Meisterschülerin von Georg Muche. Danach war sie an der damaligen Westberliner Hochschule für Bildende Künste, heute Universität der Künste Berlin in der Klasse von Hans Jaenisch. 1963 wechselte sie in die Klasse von Friedrich Stabenau und schloss bei ihm das Studium als Meisterschülerin ab. Danach erhielt sie zahlreiche Förderungen und Stipendien zum Arbeiten in Italien und Frankreich.  1977/1978 arbeitete sie mit einem Stipendium der Deutschen Akademie Rom in der Villa Massimo.
Gisela Breitling war in der Gruppe 70 und ab 1976 bei Akanthus Mitglied. Ihre Bilder, Zeichnungen und Grafiken im Stil des Phantastischen Realismus entstanden in dieser Zeit und wurden dort auch publiziert. Bekannt wurde sie vor allem mit ihren Porträts von starken und selbstbewussten Frauen. Von Beginn der neuen, autonomen Frauenbewegung an hat Breitling sich auf diese bezogen und die Emanzipation auch der Künstlerinnen in ihrem Rahmen erwartet: „Frauen ganz allgemein müssen sich solidarisieren und pressure-groups bilden.“ Sie sah aber auch grundsätzliche Konflikte zwischen dem egalitären, kollektivbezogenen Persönlichkeitsideal der Frauenbewegung und dem ausgeprägt individualistischen Selbstverständnis und Arbeiten von Künstlerinnen.
Breitlings Forschungen als Künstlerin in der Kunstgeschichte beschäftigten sich mit den Biografien vergessener Künstlerinnen und dem Verbleib ihrer Werke seit der Renaissancezeit. In der Folge entstand 1980 ihr Buch Die Spuren des Schiffs in den Wellen: Eine autobiographische Suche nach den Frauen in der Kunstgeschichte; 1986 wurde es vom Fischer Taschenbuchverlag in überarbeiteter und erweiterter Form neu verlegt und erreichte dadurch ein breiteres Publikum.
1985/1986 erhielt sie einen Lehrauftrag an der Berliner Hochschule der Künste, danach hatte sie eine Gastprofessur an der Universität Kassel.
Zusammen mit der Neuen Gesellschaft für Bildende Kunst Berlin veröffentlichte sie 1988 eine umfassende Dokumentation über die Kunst von Frauen in öffentlichen Berliner Sammlungen. Eine Ausstellung mit diesen Werken, auch aus den Depots der Einrichtungen, wurde 1987/1988 unter dem Titel Das Verborgene Museum in der Akademie der Künste Berlin gezeigt. Gisela Breitling gründete zusammen mit der Berliner Künstlerin Evelyn Kuwertz in Berlin-Charlottenburg Das Verborgene Museum, in dem seit 1987 vorwiegend Werke von vergessenen europäischen Künstlerinnen ausgestellt werden.
Das Verborgene Museum ist seit dem 1. Januar 2022 geschlossen, die Bestände werden nun in der Berlinischen Galerie gezeigt.
Gisela Breitling lebte zuletzt aufgrund ihrer Demenzerkrankung in einer Seniorenresidenz in Berlin-Lankwitz.

## Preise und Auszeichnungen
- 1977/78: Stipendiatin der Villa Massimo, Rom
- 2001: Bundesverdienstkreuz am Bande.[6]

## Künstlerisches Werk
Ihre Bilder sind in bekannten Sammlungen vertreten. 1987/1988 gewann sie den Wettbewerb zur Gestaltung des Turms der Berliner Matthäus-Kirche am Kulturforum.
- Nationalgalerie (Berlin)
- Albertina (Wien)
- Victoria and Albert Museum (London)
- National Museum of Women in the Arts (Washington)
- Berlinische Galerie

## Einzelausstellungen (Auswahl)
Eine vollständige Liste ihrer Einzel- und Gruppenausstellungen findet sich auf ihrer Website.
- 1965: Galerie im Hansaviertel, Berlin (mit Peter Collien)
- 1967: Galerie Richard P. Hartmann, München
- 1968: Galerie Binnenkant, Amsterdam
- 1969: Niedersächsisches Landesmuseum für Kunst und Kulturgeschichte
- 1971: Galerie Skamander, Berlin
- 1973: Foyer de Batelle, Genf
- 1975: Europäische Akademie, Berlin (mit Katalog)
- 1979: Kommunale Galerie Wilmersdorf, Berlin
- 1985: Kunstverein Konstanz
- 1986: Galerie Schwind, Frankfurt/M
- 1993: St.-Matthäus-Kirche (Berlin-Tiergarten), Gisela Breitlings Bilder befinden sich im Turm der Kirche
- 1993: Omaggio a Ingeborg Bachmann. Dentro i tuoi occhi sono finestre, mit Elisa Montessori, Palazzo delle Esposizioni, Rom[8]
- 2003: Die Melancholie des Körpers, Pastelle, Mischtechniken, Zeichnungen, Galerie im Waschhaus Kreuzberg, Berlin
- 2003: Miniaturen, Mischtechniken, Radierungen, Faksimiles, Wien, Rathaus

## Schriften
- Die Spuren des Schiffs in den Wellen: Eine autobiographische Suche nach den Frauen in der Kunstgeschichte. Oberbaumverlag, Berlin 1980, ISBN 3-87628-173-3
  - Überarbeitete und erweiterte Ausgabe Fischer Taschenbuch, Frankfurt/M. 1986, ISBN 3-596-23780-7
- Der verborgene Eros: Weiblichkeit und Männlichkeit im Zerrspiegel der Künste. Fischer Taschenbuch, Frankfurt/Main 1990, ISBN 978-3-596-24740-0

Breitling veröffentlichte außerdem mehrere Aufsätze in Fachzeitschriften.